# Pont-l'Évêque (Oise)
Pour les articles homonymes, voir Pont-l'Évêque.
Cet article possède un paronyme, voir Mont-l'Évêque.
Pont-l'Évêque est une commune française située dans le département de l'Oise en région Hauts-de-France.
Ses habitants sont appelés les Pontépiscopois.

## Géographie

### Description

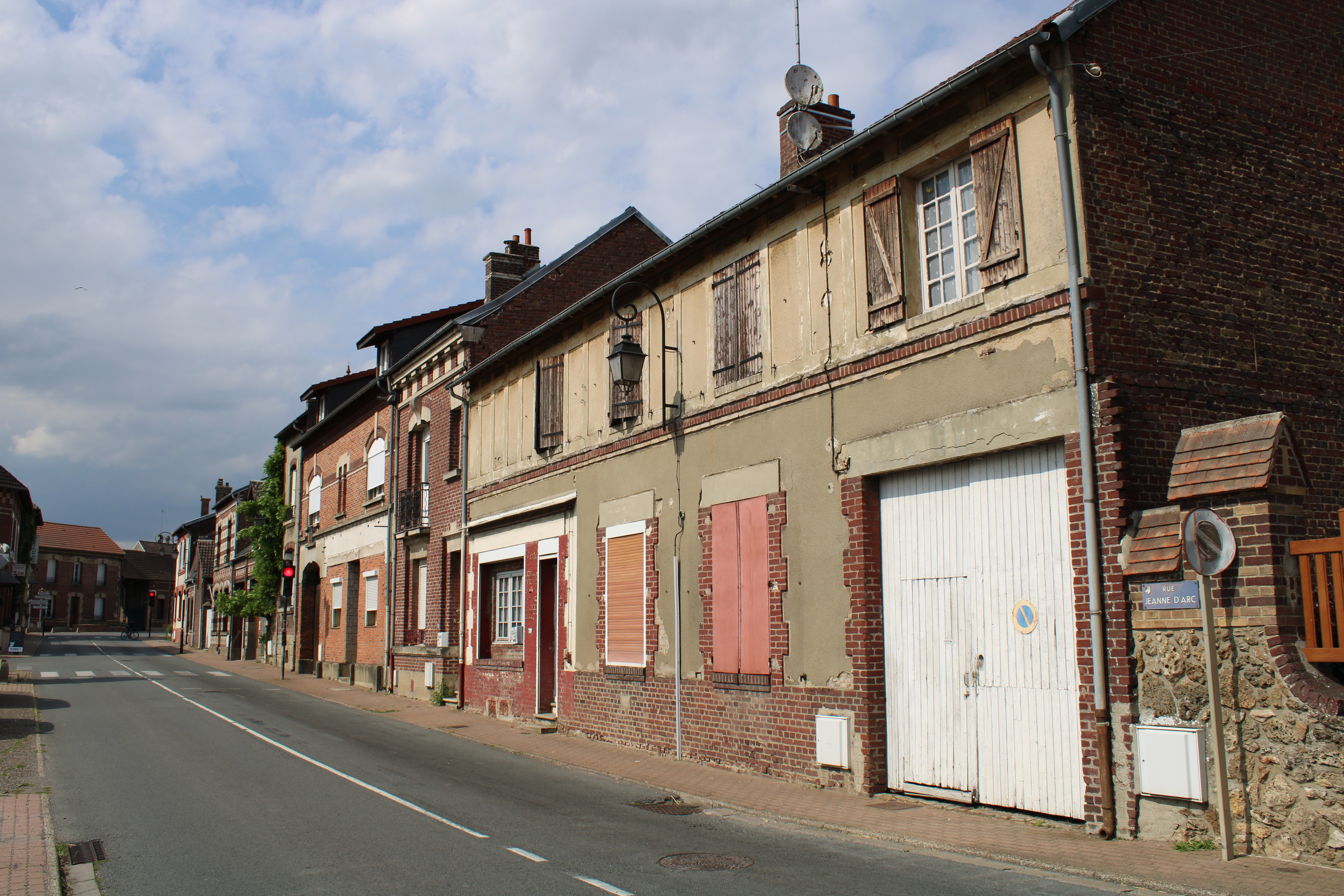
Les quais du port.

Pont-l'Évêque  est un bourg picard du Noyonnais caractérisé par la confluence entre le canal latéral à l'Oise et le canal du Nord, jouxtant au sud-ouest Noyon et situé à 18 km à vol d'oiseau au nord-est de Compiègne, 28 km au sud-est de Montdidier, 41 km au sud-ouest de Saint-Quentin, 50 km à l'ouest de Laon et 34 km au nord-ouest de Soissons.
Louis Graves indique en 1851 que le territoire de la commune « affecte une figure triangulaire à côtés échancrés; l'Oise le borne au sud-est, la Verse .à l'est, la Dive au sud-ouest. Mesuré transversalement de l'ouest à l'est, dans la partie moyenne, il atteint à peine cinq cents mètres de développement. Le chef-lieu consiste en une
seule rue, une place et un port au bord de l'Oise ».

### Communes limitrophes
Les communes limitrophes sont  Noyon, Passel et Sempigny.

### Hydrographie
Le territoire est en partie limité au sud-ouest par le lit de l'Oise, l'un des principaux affluents de la Seine.
Le canal latéral à l'Oise traverse la commune, et le canal du Nord y aboutit. La section de ce canal comprise en aval de Noyon sera désaffectée après la construction du canal Seine-Nord Europe, vers 2030. Son maintien en eau est souhaité par les deux communes.
Un port fluvial est aménagé depuis le XIVe siècle  à Pont-l'évêque, désormais accessible par le canal latéral de l'Oise, et utilisé pour les besoins de la plaisance.
L'étang du Marais-Ferneux, creusé en 1980, est remis en état en 2019 et est utilisé par les pêcheurs,.

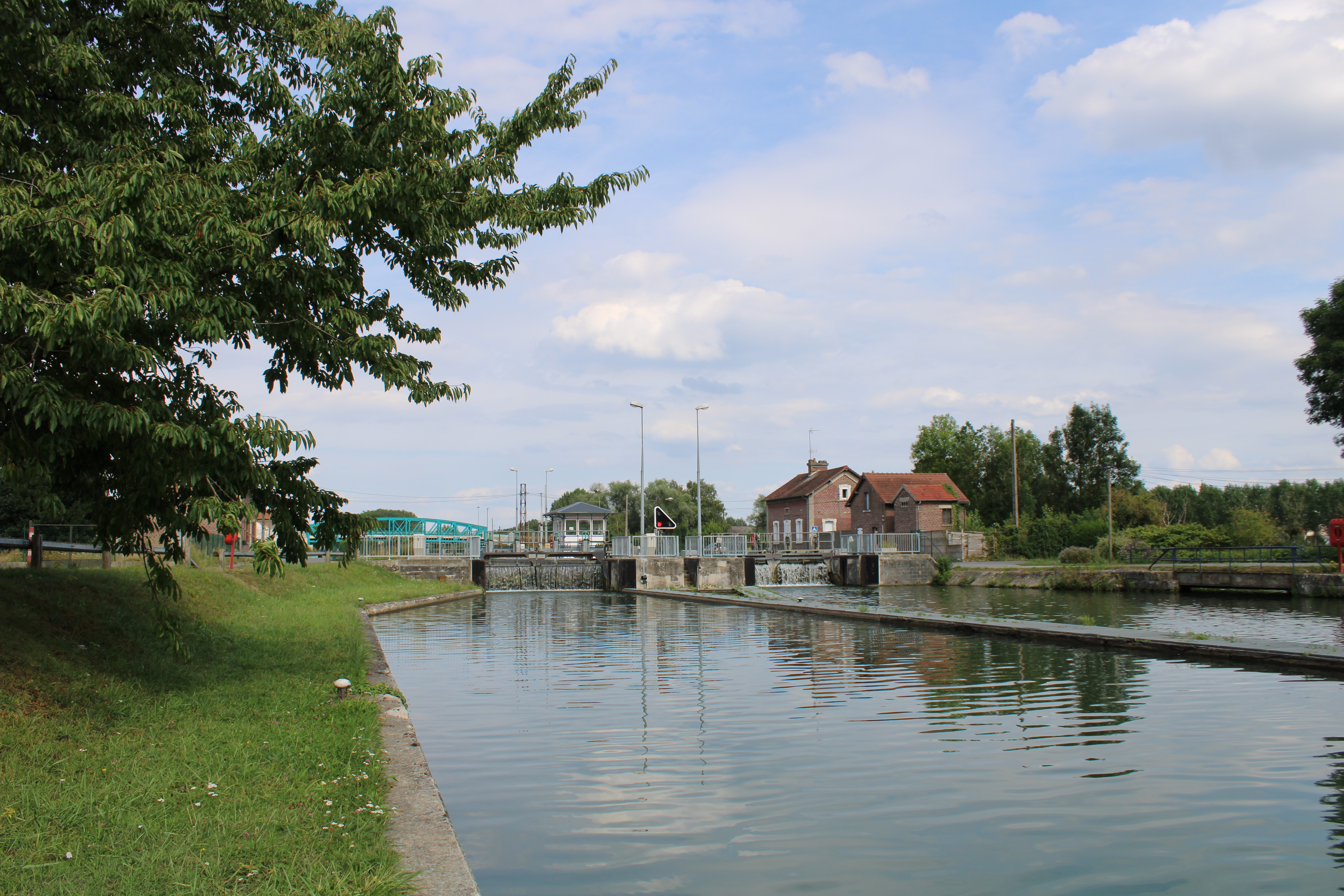
L'écluse de Pont-l'Êveque sur le canal du Nord

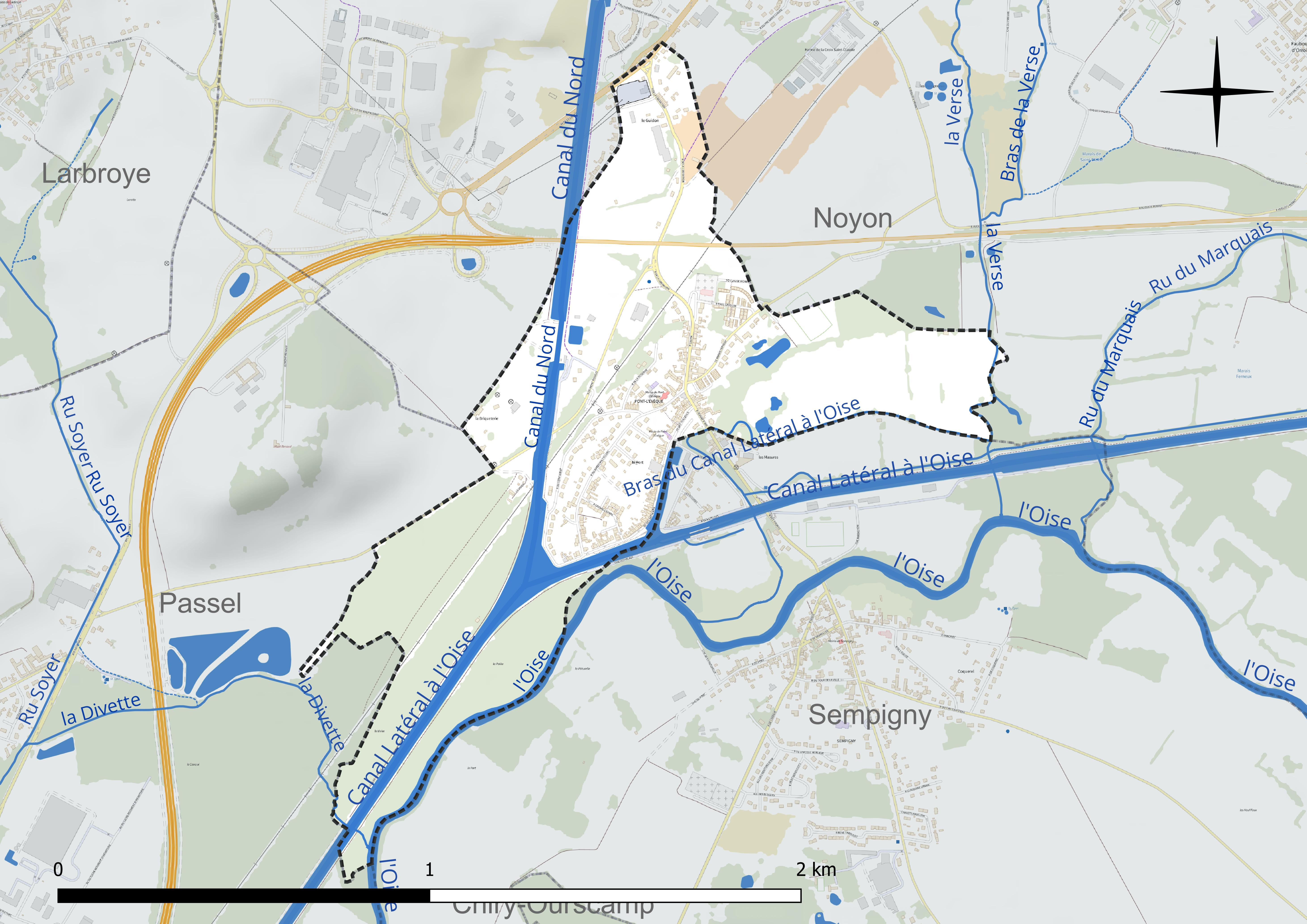
Réseau hydrographique de Pont-l'Évêque.

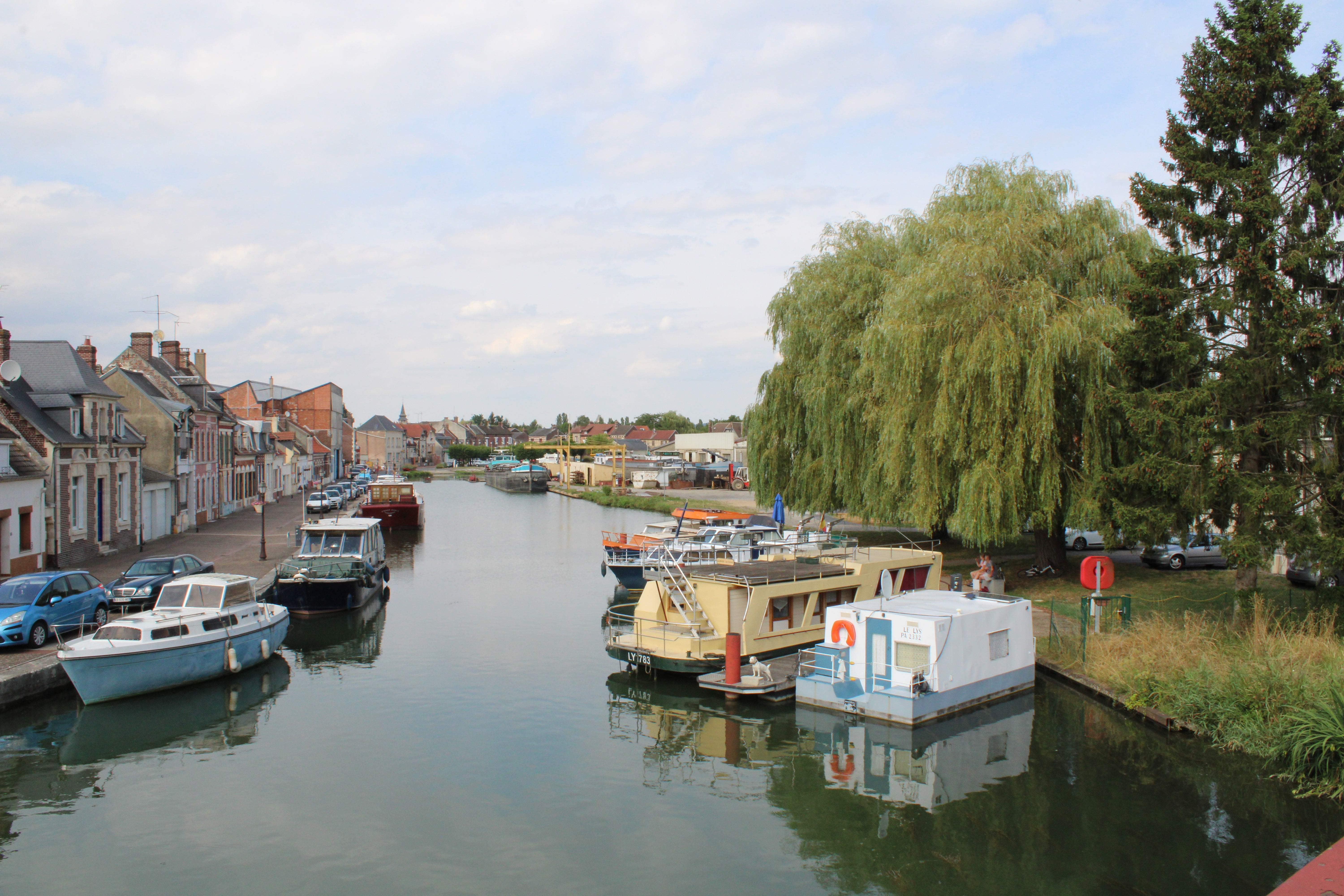
Le port.
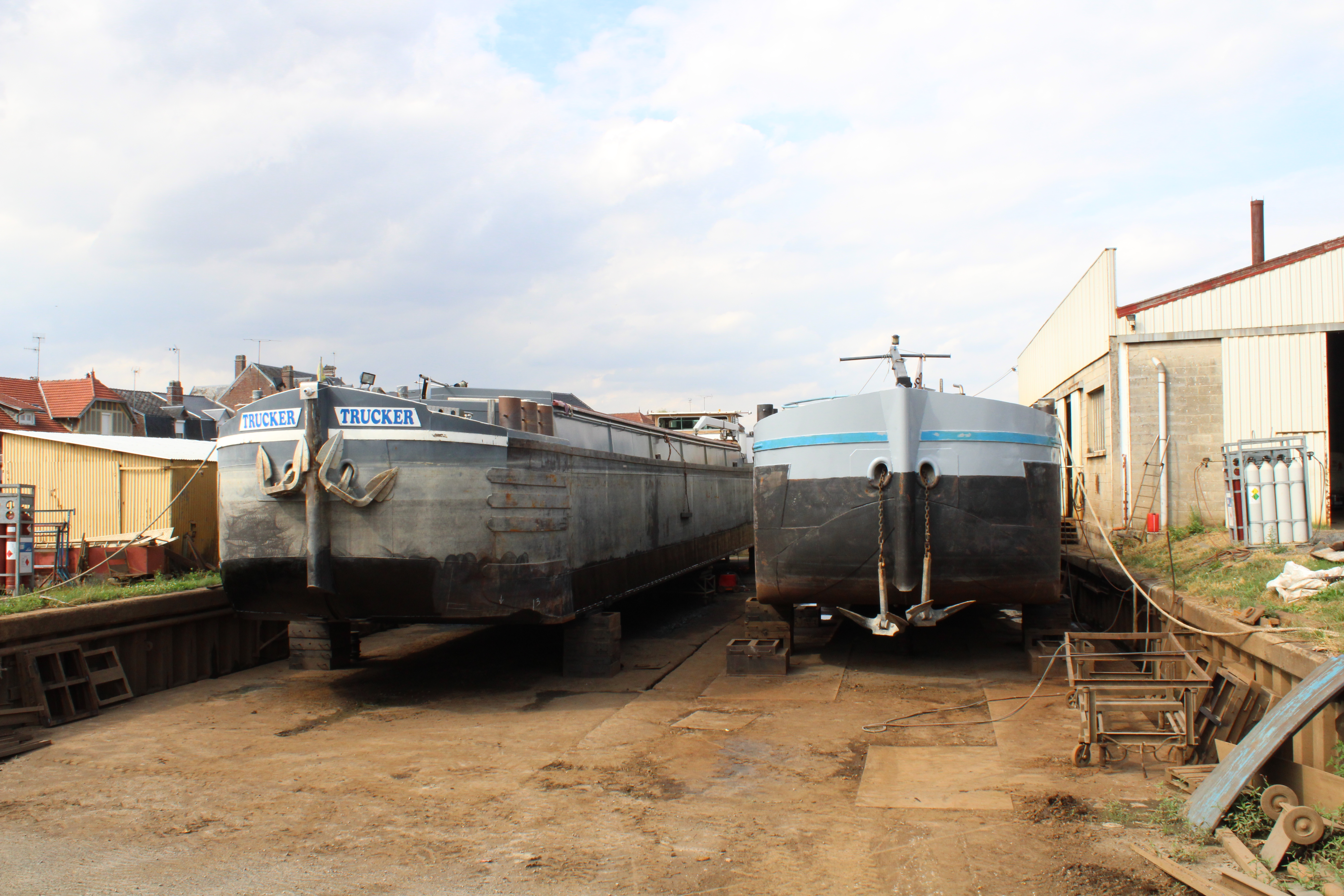
Chantier naval au port.

### Climat
Pour des articles plus généraux, voir Climat des Hauts-de-France et Climat de l'Oise.
En 2010, le climat de la commune est de type climat océanique dégradé des plaines du Centre et du Nord, selon une étude du CNRS s'appuyant sur une série de données couvrant la période 1971-2000. En 2020, Météo-France publie une typologie des climats de la France métropolitaine dans laquelle la commune est exposée à un climat océanique et est dans la région climatique Nord-est du bassin Parisien, caractérisée par un ensoleillement médiocre, une pluviométrie moyenne régulièrement répartie au cours de l’année et un hiver froid (3 °C).
Pour la période 1971-2000, la température annuelle moyenne est de 10,6 °C, avec une amplitude thermique annuelle de 15,1 °C. Le cumul annuel moyen de précipitations est de 680 mm, avec 11,3 jours de précipitations en janvier et 8,5 jours en juillet. Pour la période 1991-2020, la température moyenne annuelle observée sur la station météorologique la plus proche, située sur la commune de Chauny à 18 km à vol d'oiseau, est de 11,1 °C et le cumul annuel moyen de précipitations est de 709,9 mm,. Pour l'avenir, les paramètres climatiques de la commune estimés pour 2050 selon différents scénarios d'émission de gaz à effet de serre sont consultables sur un site dédié publié par Météo-France en novembre 2022.

## Urbanisme

### Typologie
Au 1er janvier 2024, Pont-l'Évêque est catégorisée ceinture urbaine, selon la nouvelle grille communale de densité à sept niveaux définie par l'Insee en 2022.
Elle appartient à l'unité urbaine de Noyon, une agglomération intra-départementale regroupant quatre  communes, dont elle est une commune de la banlieue,,. Par ailleurs la commune fait partie de l'aire d'attraction de Noyon, dont elle est une commune de la couronne,. Cette aire, qui regroupe 38 communes, est catégorisée dans les aires de moins de 50 000 habitants,.

### Occupation des sols

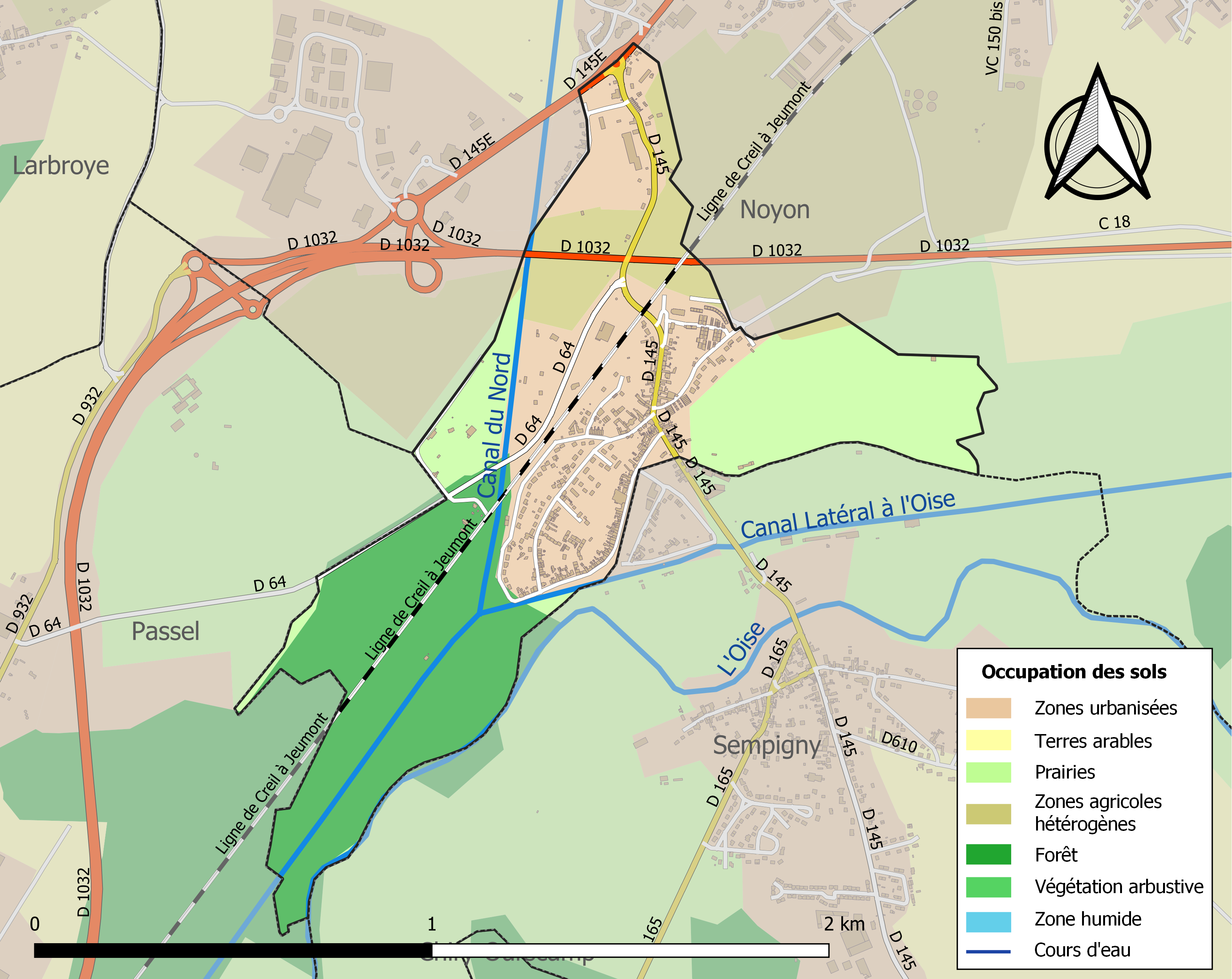
Carte des infrastructures et de l'occupation des sols de la commune en 2018 (CLC).

L'occupation des sols de la commune, telle qu'elle ressort de la base de données européenne d’occupation biophysique des sols Corine Land Cover (CLC), est marquée par l'importance des territoires agricoles (34,5 % en 2018), en diminution par rapport à 1990 (42,9 %). La répartition détaillée en 2018 est la suivante : 
zones urbanisées (33,2 %), forêts (32,2 %), prairies (24 %), zones agricoles hétérogènes (10,5 %), zones industrielles ou commerciales et réseaux de communication (0,1 %). L'évolution de l’occupation des sols de la commune et de ses infrastructures peut être observée sur les différentes représentations cartographiques du territoire : la carte de Cassini (XVIIIe siècle), la carte d'état-major (1820-1866) et les cartes ou photos aériennes de l'IGN pour la période actuelle (1950 à aujourd'hui).

### Morphologie urbaine
Pont-l'Évêque a conservé sa physionomie de village de mariniers dont les maisons s'alignent le long du port.

### Habitat et logement
En 2020, le nombre total de logements dans la commune était de 331, alors qu'il était de 325 en 2015 et de 313 en 2010.
Parmi ces logements, 93 % étaient des résidences principales, 0,3 % des résidences secondaires et 6,7 % des logements vacants. Ces logements étaient pour 86 % d'entre eux des maisons individuelles et pour 13,7 % des appartements.
Le tableau ci-dessous présente la typologie des logements à Pont-l'Évêque en 2020 en comparaison avec celle de l'Oise et de la France entière. Une caractéristique marquante du parc de logements est ainsi une proportion de résidences secondaires et logements occasionnels (0,3 %) inférieure à celle du département (2,4 %) et à celle de la France entière (9,7 %). Concernant le statut d'occupation de ces logements, 60,6 % des habitants de la commune sont propriétaires de leur logement (58,9 % en 2015), contre 61,4 % pour l'Oise et 57,5 pour la France entière.
| Typologie                                               | Pont-l'Évêque | Oise | France entière |
| ------------------------------------------------------- | ------------- | ---- | -------------- |
| Résidences principales (en %)                           | 93            | 90,5 | 82,1           |
| Résidences secondaires et logements occasionnels (en %) | 0,3           | 2,4  | 9,7            |
| Logements vacants (en %)                                | 6,7           | 7,1  | 8,2            |

### Voies de communication et transports
Pont-l'Évêque est desservie par le sentier de grande randonnée GR 225, confondu avec le GR 655 (Via Turonensis). Une voie verte est aménagée sur le chemin de halage du canal latéral à l'Oise.
Il est également traversé par l'ancienne Route nationale 32 (actuelles RD 1032 et 932) et la ligne de Creil à Jeumont, mais la gare de Pont-l'Évêque-sur-Oise est fermée. La station de chemin de fer la plus proche est la gare de Noyon desservie par des trains TER Hauts-de-France
La commune est desservie, en 2023, par les lignes 671 et 6332 du réseau interurbain de l'Oise.

## Toponymie
Le nom de la localité est attesté sous les formes terram apud Pontem assignavimus (1130) ; Pons episcopi (1170) ; ad pontem episcopi (1177) ; apud Pontem episcopi (1217) ; in Ponte episcopi (1255) ; Pont de l’evesque (1255) ; Pont le vesque (1255) ; albricus de ponte episcopi (1261) ; au Pont levesques (1285) ; le Pont l’evesque (1292) ; ad pontem episcopi (1293) ; villa Pontis episcopi (1306) ; de ponte episcopi (1321) ; juxta pontem episcopi (1341) ; Ponlevesque sur la riviere d’oyse (vers 1360) ; Pont l’Evesque (1375) ; le Pont lesvesque (1414) ; villa Episcopi (vers 1530) ; Pont l’eveque (1580) ; Pont Port (1794) ; Pont-Lévêque (1840) ; Pont-l’Evêque (XIXe).
Durant la Révolution, la commune porte le nom de Pont-Port.
Pont-l'Évêque était la propriété de l'évêque de Noyon, qui dès le XIIe siècle y établit un péage épiscopal avec la construction d'un pont sur l'Oise, justifiant ainsi le nom du lieu. Ce péage perdura jusqu'à la fin de l'Ancien Régime.

## Histoire

### Moyen Âge
Louis Graves indiquait au milieu du XIXe siècle « Loin. que ce lieu ait une origine romaine, il est probable, vu l'exiguite de son territoire, qu'il commença d'exister ou du moins d'avoir quelque importance, seulement à une époque assez avancée du moyen-âge, peut-être même dans le douzleme siècle, pendant lequel les évêques de Noyon firent bâtir sur l'Oise le pont par lequel ils communiquaient à leur domaine de Sempigny. Il n'est guère mention de. Pontlévéque antérieurement à cette époque, et le nom du village, tiré de ce fait, semble indiquer  qu'il n'y avait pas eu jusque-là, d'habitations.
On y trouvait une maladrerie:qui peut-être est le premier motif de la création de la commune.
Pontlévêque acquit quelqu'imporiance pendant les guerres du quatorzième siècle, à cause du passage de l'Oise. Les-Anglais l'incendièrent en 1358, selon ce que rapporte Froissart :  « Messire Robert Canolle , dit-il à son département qu'il fit de la ville de Noyon et ses gens ardirent la ville du Pontlevesque sur la riviere d'Oyse où il y avoit grans hostelz. Les chevaliers et escuyers qui estoient en la cité de Noyon eurent grant desplaisance de ce feu en entandant que messire Robert et sa route estoient portés et retraiz si vindrent de la cité de Noyon environ soixante lances et vindrent encore si à point dans le ville de Pontlevêque qu'ils trouvèrent ceux quy le feu en avoient boutez et des autres aussy qui entendoient au pillage. Si furent recueillis de grant manière car la plus grande furent mors et occis et gaignerent les François, plus de 40 chevaulx et rescouvrent plusieurs prisonniers qu'ilz.en vouloient mener et. encore de beaux hostelz qui eussent ésté ars s'ilz ne fussent venuz à ppoinct  et remeunerent à Noyon plus de quinze prisonniers anglois ausquels on couppa les testes »
Le même lieu fut, en 1429, le théâtre d'un combatentre les troupes de Charles VII, sous la conduite de la Pucelle d'Orléans, et les anglais commandés par Saveuse, Brineux et le comte de Montgommery ».

### Temps modernes
Il poursuit « les évêques de Noyon avaient, sur l'Oise, un droitt de bac ou passage dans lequel ils furent confirmés par arrêt du cinq septembre 1730.
La famille de Calvin était originaire de Pontlévêque. La maison qu'elle habitait était sur le chemin de Noyon, à droite près d'une auberge. Le chef du calvinisme eut la cure, mais il ne naquit pas à Pontlévéque même comme on l'a écrit communément ».

### Époque contemporaine
En 1851, le village est déjà traversé par la  route 'nationale de Paris à Saint-Quentin (RN 32) et le chemin de fer, ouverte en 1849. La population était composée de petits cultivateurs et de mariniers.
Après les destructions de la Première Guerre mondiale, notamment lors de la bataille du Mont-Renaud de 1918, la commune est décorée de la Croix de guerre 1914-1918 le 15 février 1921.
L'activité de usine Abex (devenue Federal Mogul, puis Mat Friction), fabriquant des plaquettes de frein, a cessé en 2001. Elle occupait environ 1 100 salariés au début des années 1980.

## Politique et administration

### Rattachements administratifs et électoraux

#### Rattachements administratifs
La commune se trouve depuis 1926 dans l'arrondissement de Compiègne du département de l'Oise.
Elle faisait partie depuis 1801 du canton de Noyon. Dans le cadre du redécoupage cantonal de 2014 en France, cette circonscription administrative territoriale a disparu, et le canton n'est plus qu'une circonscription électorale.

#### Rattachements électoraux
Pour les élections départementales, la commune fait partie depuis 2014 d'un nouveau canton de Noyon porté de 23 à 42 communes.
Pour l'élection des députés, elle fait partie de la sixième circonscription de l'Oise.

### Intercommunalité
Pont-l'Évêque est membre de la communauté de communes du Pays Noyonnais, un établissement public de coopération intercommunale (EPCI) à fiscalité propre créé en 1994 sous le nom de communauté de communes de la haute vallée de l’Oise et auquel la commune a transféré un certain nombre de ses compétences, dans les conditions déterminées par le code général des collectivités territoriales.

### Liste des maires
| Période                                  | Période                         | Identité          | Étiquette | Qualité |
| ---------------------------------------- | ------------------------------- | ----------------- | --------- | --- |
| Les données manquantes sont à compléter. |                                 |                   |           | |
|                                          |                                 |                   |           | |
| 1884                                     |                                 | Jules Caboche     |           | |
| 1911                                     |                                 | Aimable Legris    |           | |
| 1923                                     |                                 | Octave Quille     |           | |
|                                          |                                 |                   |           | |
| 1933                                     | 1965                            | Clotaire Liénard, |           | Dirigeant de l'un des deux chantiers de construction de péniches de la commune Cofondateur de l’Union des jouteurs de l’Oise Chevalier de la Légion d’honneur |
| 1965                                     | 1971                            | Pierre Liénard    |           | |
| 1971                                     |                                 | Louis Jacquier    |           | |
|                                          |                                 |                   |           | |
| mars 1989                                | mars 2008                       | Patrick Deguise   | DVG       | Cadre commercial Conseiller général de Noyon (2004 → 2015) Vice-président de la CC de la haute vallée de l'Oise Maire de Noyon (2008 → 2020)                  |
| mars 2008                                | mars 2014                       | Philippe Kuc      |           | |
| mars 2014                                | juillet 2020                    | Olivier Ghiri     | UDI       | Policier municipal à Noyon |
| juillet 2020,                            | juin 2021                       | David Dessaint    |           | Employé au conditionnement à la sucrerie de Roye Ancien président du VTT Club de Pont-l’Évêque ( ? → 2013) Démissionnaire                                     |
| octobre 2021,                            | En cours (au 13 septembre 2023) | Martine Ponthieux |           | Profession intermédiaire de la santé et du travail social |

## Équipements et services publics
Un marché forain a lieu les mercredis  entre 17 h 30 et 20 heures.

### Enseignement
Les enfants de la commune sont scolarisés avec ceux de Sempigny dans le cadre d'un regroupement pédagogique intercommunal.

### Postes et télécommunications
La commune s'est dotée d'une agence postale.

### Santé
Une annexe du centre de santé de Noyon, géré par l'intercommunalité, a ouvert à Pont-l'Évêque en 2021, mais, faute de médecin, est provisoirement fermée en 2022,.

## Population et société

### Démographie

#### Évolution démographique
L'évolution du nombre d'habitants est connue à travers les recensements de la population effectués dans la commune depuis 1793. Pour les communes de moins de 10 000 habitants, une enquête de recensement portant sur toute la population est réalisée tous les cinq ans, les populations de référence des années intermédiaires étant quant à elles estimées par interpolation ou extrapolation. Pour la commune, le premier recensement exhaustif entrant dans le cadre du nouveau dispositif a été réalisé en 2004.

En 2022, la commune comptait 671 habitants, en évolution de +0,3 % par rapport à 2016 (Oise : +0,87 %, France hors Mayotte : +2,11 %).
| 1793 | 1800 | 1806 | 1821 | 1831 | 1836 | 1841 | 1846 | 1851 |
| ---- | ---- | ---- | ---- | ---- | ---- | ---- | ---- | ---- |
| 376  | 402  | 422  | 395  | 460  | 440  | 510  | 532  | 493  |

| 1856 | 1861 | 1866 | 1872 | 1876 | 1881 | 1886 | 1891 | 1896 |
| ---- | ---- | ---- | ---- | ---- | ---- | ---- | ---- | ---- |
| 534  | 570  | 548  | 472  | 471  | 407  | 430  | 426  | 499  |

| 1901 | 1906 | 1911 | 1921 | 1926 | 1931 | 1936 | 1946 | 1954 |
| ---- | ---- | ---- | ---- | ---- | ---- | ---- | ---- | ---- |
| 556  | 587  | 560  | 490  | 456  | 478  | 417  | 478  | 538  |

| 1962 | 1968 | 1975 | 1982 | 1990 | 1999 | 2004 | 2006 | 2009 |
| ---- | ---- | ---- | ---- | ---- | ---- | ---- | ---- | ---- |
| 622  | 656  | 663  | 596  | 659  | 803  | 754  | 739  | 713  |

| 2014 | 2019 | 2022 | - | - | - | - | - | - |
| ---- | ---- | ---- | - | - | - | - | - | - |
| 673  | 681  | 671  | - | - | - | - | - | - |

#### Pyramide des âges
La population de la commune est relativement jeune.
En 2018, le taux de personnes d'un âge inférieur à 30 ans s'élève à 31,6 %, soit en dessous de la moyenne départementale (37,3 %). À l'inverse, le taux de personnes d'âge supérieur à 60 ans est de 27,0 % la même année, alors qu'il est de 22,8 % au niveau départemental.
En 2018, la commune comptait 327 hommes pour 350 femmes, soit un taux de 51,7 % de femmes, légèrement supérieur au taux départemental (51,11 %).
Les pyramides des âges de la commune et du département s'établissent comme suit.
| Hommes | Classe d’âge | Femmes |
| ------ | ------------ | ------ |
| 0,0    | 90 ou +      | 1,7    |
| 6,7    | 75-89 ans    | 10,8   |
| 17,0   | 60-74 ans    | 17,6   |
| 22,5   | 45-59 ans    | 21,9   |
| 19,1   | 30-44 ans    | 19,3   |
| 17,6   | 15-29 ans    | 13,1   |
| 17,0   | 0-14 ans     | 15,6   |

| Hommes | Classe d’âge | Femmes |
| ------ | ------------ | ------ |
| 0,5    | 90 ou +      | 1,4    |
| 5,5    | 75-89 ans    | 7,6    |
| 15,6   | 60-74 ans    | 16,3   |
| 20,8   | 45-59 ans    | 20     |
| 19,4   | 30-44 ans    | 19,4   |
| 17,6   | 15-29 ans    | 16,2   |
| 20,6   | 0-14 ans     | 19,1   |

### Manifestations culturelles et festivités
Après le festival Pontépiscop’Art consacré au street-art en juillet 2019 agrémenté de démonstrations de joutes nautiques, de musique et du feu d’artifice, puis, sous une forme adaptée aux conditions sanitaires de la pandémie de Covid-19 en 2020 sur les murs de l'agence postale.

## Culture locale et patrimoine

### Lieux et monuments
- L'église  de l’Assomption Notre-Dame, reconstruite après les destructions de la Première Guerre mondiale sur les fondations de l’ancienne construction[47], dont elle reprend ainsi les mêmes dimensions et un plan très proche. Elle est constituée d'un massif de façade avec tribune, d'une nef de trois travées avec bas-côtés suivie du transept et du chœur à chevet plat. La nef, dotée  d'une voûte en berceau brisée, est ornée d'une frise sculptée placée aux sommets des chapiteaux. L'édifice contient quelques statues anciennes et un Christ du XVIe siècle  provenant, sans doute, de l’ancienne poutre de gloire, ainsi que des décorations en mosaïques de style art déco des autels latéraux, ainsi que des vitraux aux couleurs éclatantes du triplet du chevet[48],[49]. 
L'édifice est fermé au printemps 2022 en raison de l’agrandissement d’une longue fissure verticale présente depuis plusieurs années entre la tour de la façade et son contrefort droit[50],[51].

- Monument commémoratif du passage de Jeanne d'Arc à Pont-l'Évêque en 1430.
- Fresques d'art urbain réalisées en 2019 sur les murs de la salle du Port[46]  et en 2020 sur les pignons de l'agence postale : une « hirondelle prenant son envol », réalisée par Zenoy, et un grand visage, « Utopie-02[52] », par Hopare[53],[38], considérée comme l'une des plus belles œuvres de street-art en France par les organisateurs de la septième édition du Golden street-art[54].

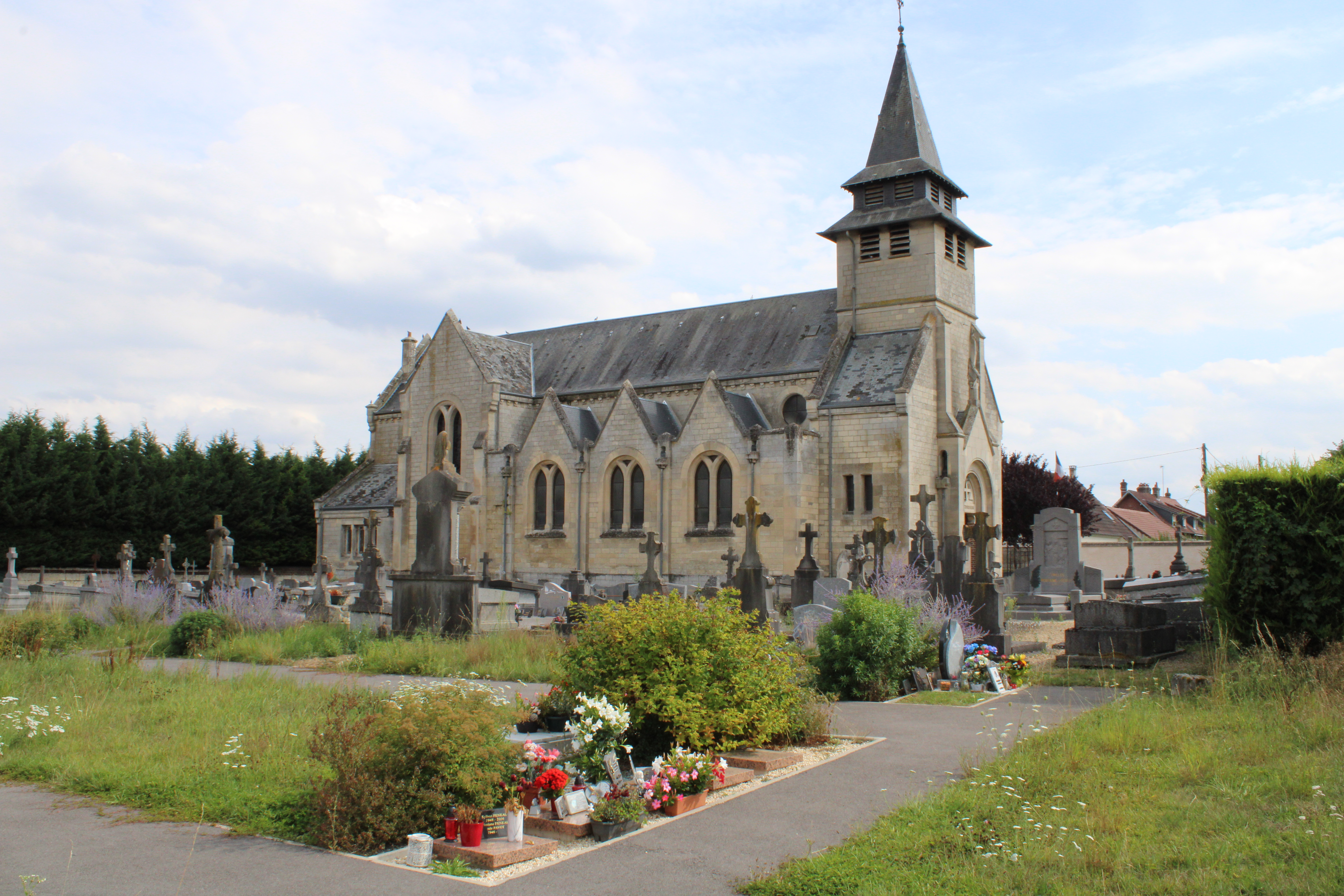
L'église...
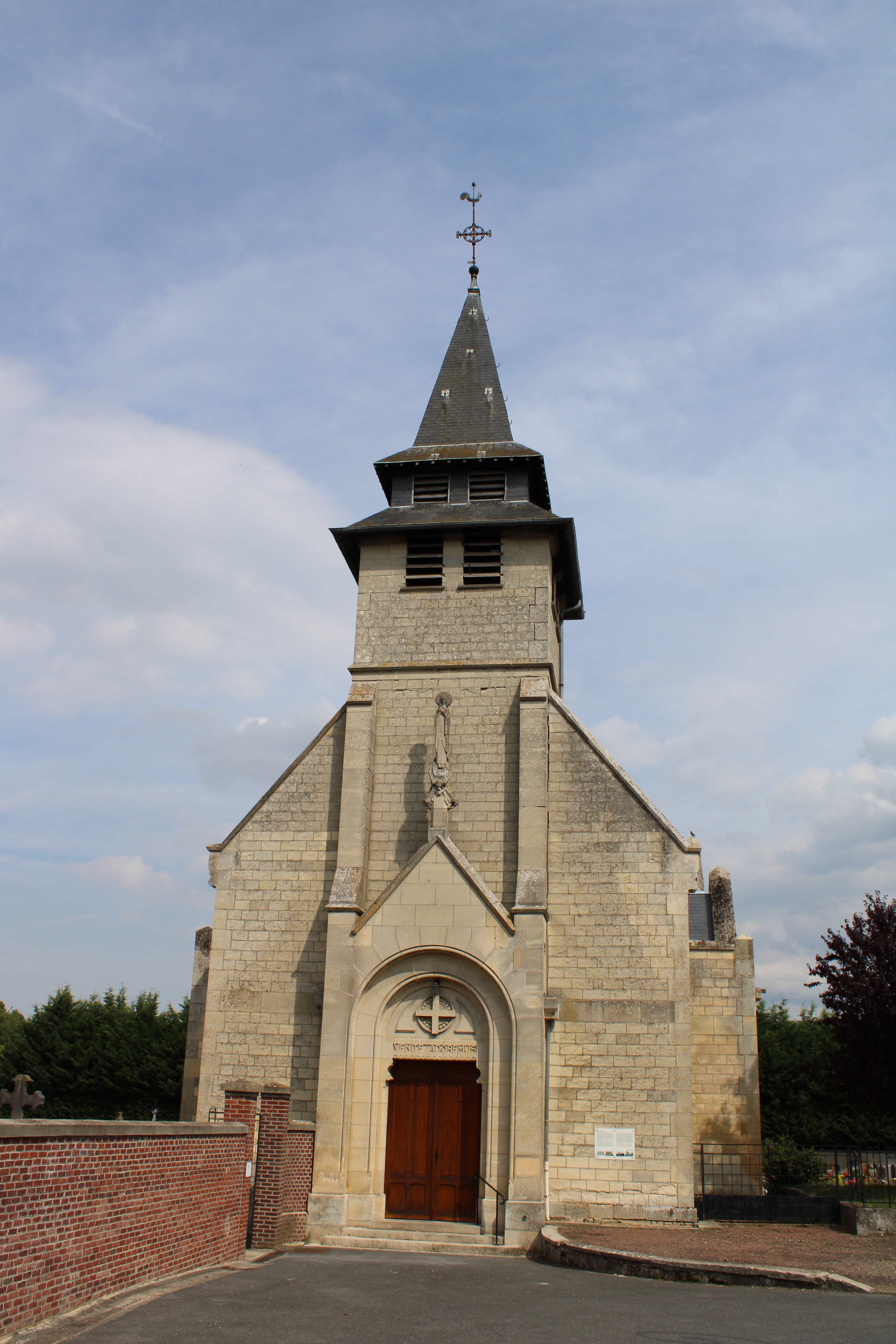
... et sa façade.
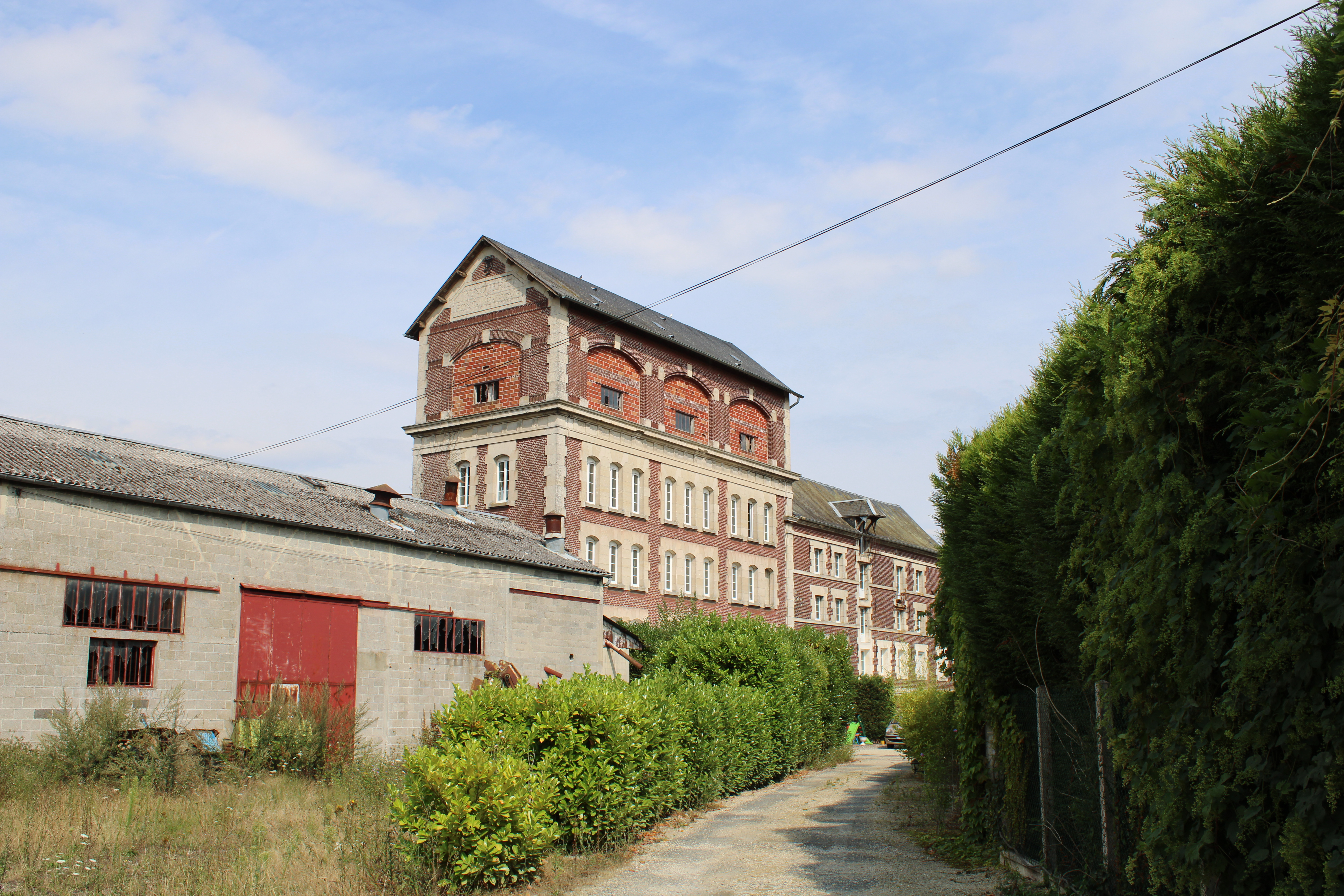
Ancienne minoterie.
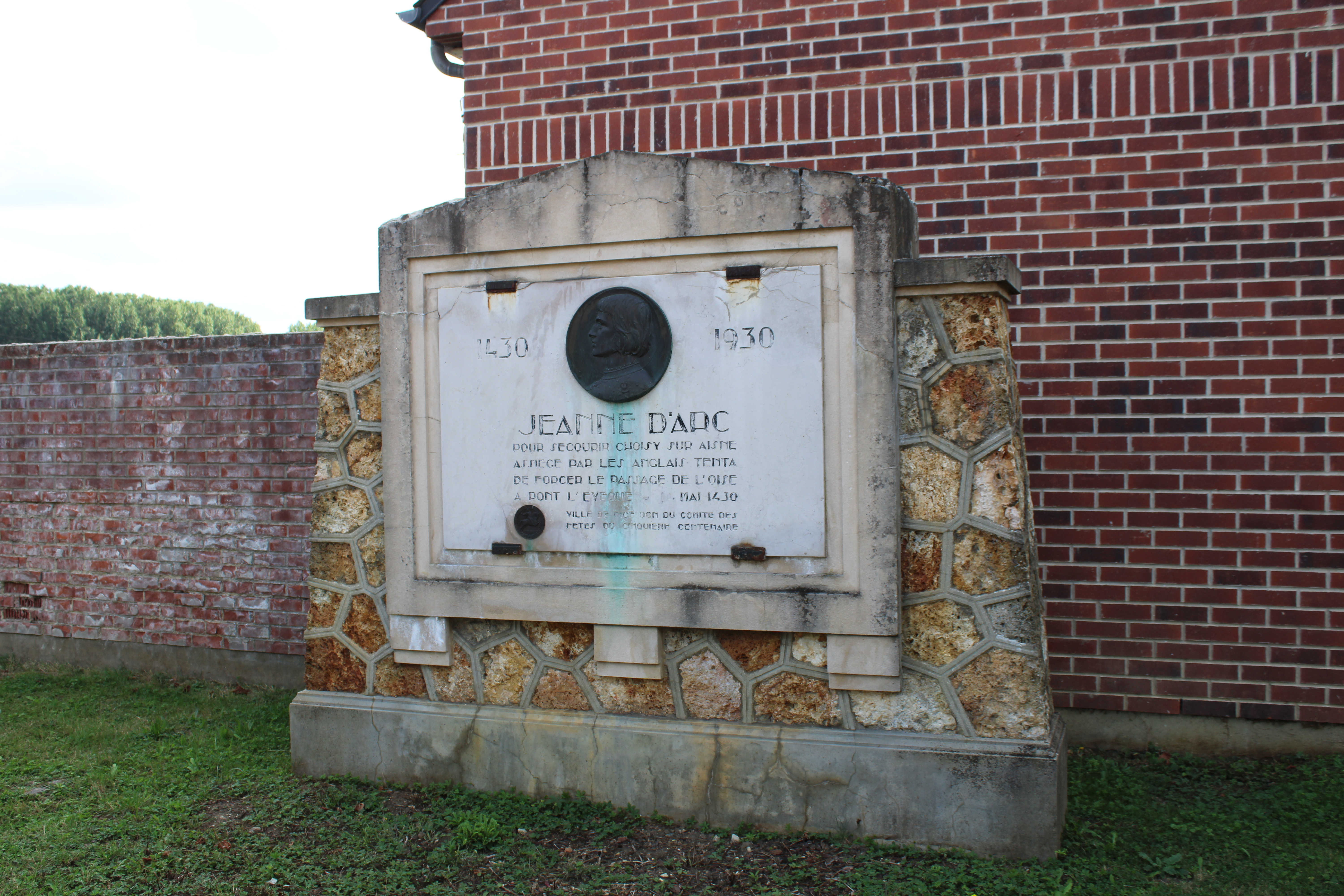
Monument à Jeanne d'Arc.
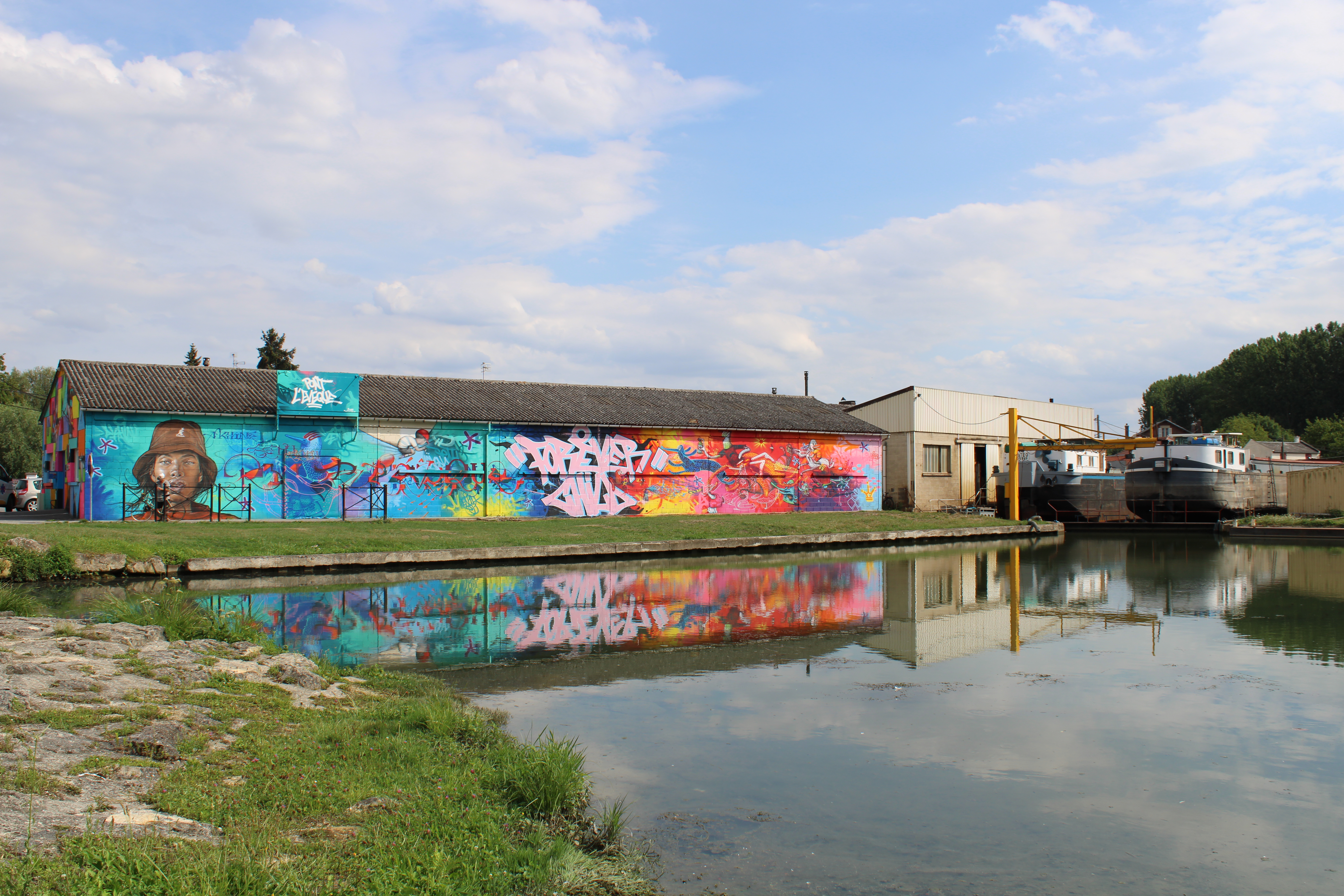
Fresques réalisées en 2019 sur la salle du port.
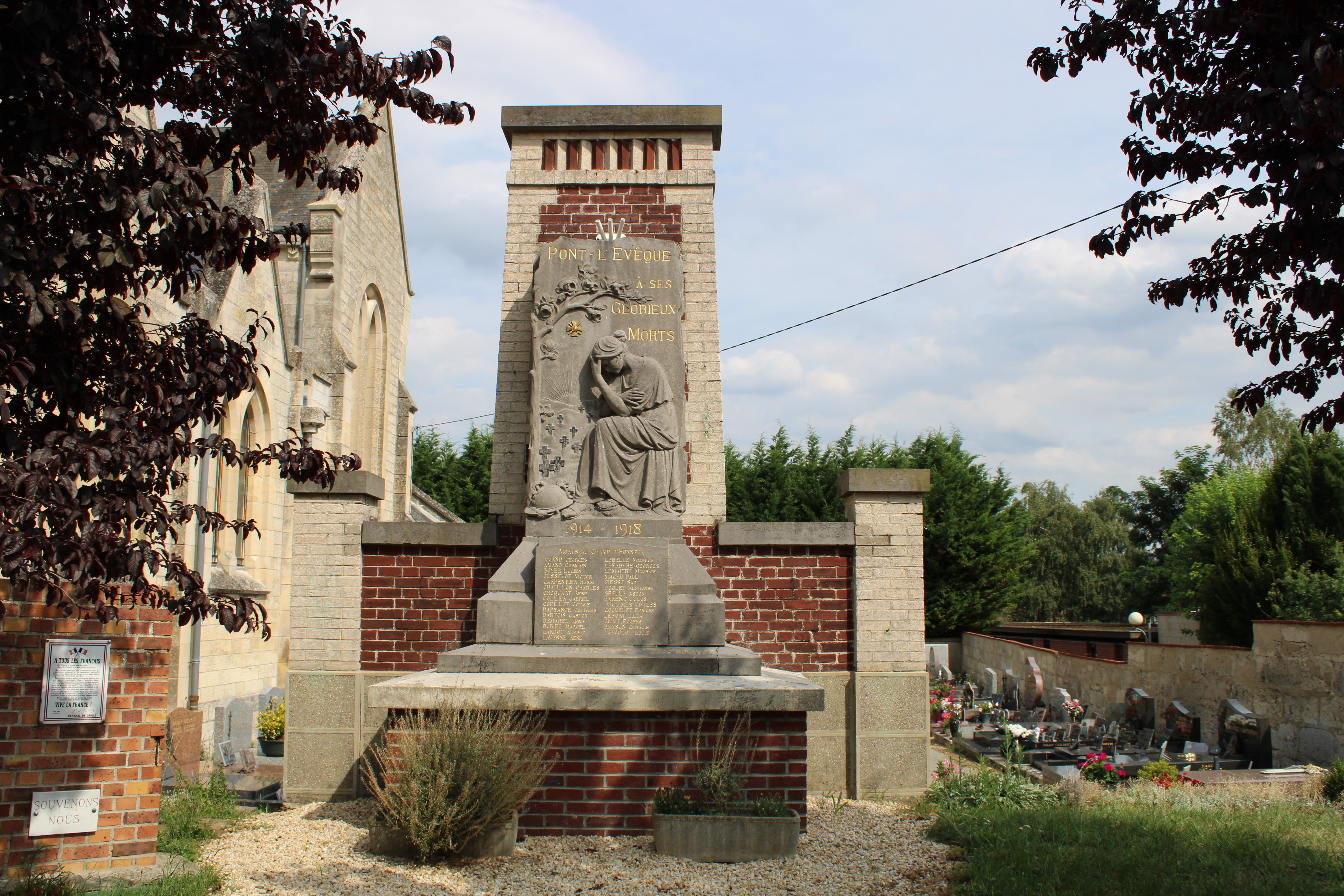
Le monument aux morts.

### Personnalités liées à la commune
- Jérôme-Joseph Geoffroy de Limon (1746-1799), homme politique né à Châtellerault, député du tiers état aux Etats Généraux de 1789, maire de Pont-l'Évêque.

### Héraldique
| Blason à dessiner | Blason  | Parti : au 1er mi-parti de gueules à la barre d'hermine, au 2e d'azur au pont d'argent, maçonné de sable, posé sur une rivière d'argent et brochant sur une crosse d'or. |
| Blason à dessiner | Détails | Le statut officiel du blason reste à déterminer. |

## Pour approfondir